# Banged Up Abroad
Banged Up Abroad (Preso en el extranjero en Latinoamérica, Encarcelados en el extranjero en España) es un documental-docudrama británico creado por Bart Layton y producido por Channel 5 que fue estrenado en marzo de 2006. Presenta historias de viajeros occidentales que se encuentran luchando por su vida, cautivos en algunas de las regiones más peligrosas del mundo. Algunas son historias de personas que fueron arrestadas por contrabando de drogas, otras de gente que fue secuestrada, pero todas son impactantes historias verídicas. Algunos iban en busca de aventuras, otros de una nueva vida o de las vacaciones perfectas. Todos terminaron en una situación que superaba sus peores pesadillas cuando aquel viaje tan esperado se transformó en un pasaporte al infierno.

## Formato
Los episodios, de aproximadamente 45 minutos de duración, son sobre entrevistas a personas que fueron prisioneras en el extranjero. A medida que la persona cuenta su caso, se construyen una serie de imágenes para presentar mayor realismo. Los episodios se centran en los acontecimientos que condujeron a la detención, tiempo en cautiverio y (en algunos casos) regreso a la libertad, que a medida que pasa el capítulo, la persona cuenta cómo y por qué ocurrió.
En algunos casos las personas recobran su libertad, en otros siguen en la cárcel y en otros vuelven a visitar el país del incidente.
Por lo general esas personas fueron atrapadas por traficar con drogas, por ser ilegales de un país o porque pensaban que iban a vivir un sueño y resultaron viviendo una pesadilla.

## Sinopsis
En los episodios de “Encarcelados en el Extranjero” se muestran una serie de entrevistas con personas reales y actores que reconstruyen los eventos vividos durante su cautiverio. Los condenados o capturados hablan de sus experiencias combinándolas con recreaciones dramáticas, de esta manera se reconstruye toda la historia. La serie se centra en los eventos que condujeron a los arrestos o al tiempo en cautiverio.
Dentro de los actores están:
- Mayra Leal, como Lia McCord
- Emma Cunniffe, como Camilla
- JC Gonzalez, como el Hermano de Lia.
- Ronan Summers, como Rhett
- Mark Anthony Brighton, como Tony

## Algunas historias respresentadas
- La Historia de Denis y Donald

Donald MacNeil, el dueño de un yate, es arrestado después ser presionado a recoger 15 toneladas de cocaína.
- El Precio de la fama: La historia de Jimmy Bauer

Jimmy Bauer se convirtió en una estrella en Latinoamérica, precisa colectar fondos para promocionarse. En el momento en que un viejo conocido le plantea contrabandear heroína, Jimmy acepta pero la Policía Antidrogas del Aeropuerto lo captura en República Dominicana.

## Temporadas
Actualmente la serie tiene 15 temporadas y una 16 está en producción, Un especial conocido como "Lo mejor de Preso en el extranjero" fue producido y finalizado en 2022.